# Temporada 2014 del Campeonato Mundial de Superbikes
La Temporada 2014 del Campeonato Mundial de Superbikes fue la 27ª temporada del Campeonato del Mundo de Superbikes. Comenzó el 23 de febrero en Phillip Island y terminó el 2 de noviembre en el Losail International Circuit después de 12 rondas. 

## Equipos y pilotos
| Parrilla 2014                                        | Parrilla 2014 | Parrilla 2014          | Parrilla 2014 | Parrilla 2014        | Parrilla 2014 |
| Equipo                                               | Constructor   | Moto                   | No.           | Piloto               | Rondas        |
| ---------------------------------------------------- | ------------- | ---------------------- | ------------- | -------------------- | ------------- |
| Kawasaki Racing Team                                 | Kawasaki      | Kawasaki ZX-10R        | 1             | Tom Sykes            | Todas         |
| Kawasaki Racing Team                                 | Kawasaki      | Kawasaki ZX-10R        | 76            | Loris Baz            | Todas         |
| Ducati Superbike Team                                | Ducati        | Ducati 1199 Panigale R | 7             | Chaz Davies          | Todas         |
| Ducati Superbike Team                                | Ducati        | Ducati 1199 Panigale R | 34            | Davide Giugliano     | Todas         |
| BMW Team Tóth                                        | BMW           | BMW S1000RR            | 10            | Imre Tóth            | 1–7, 10–12    |
| BMW Team Tóth                                        | BMW           | BMW S1000RR            | 16            | Gábor Rizmayer       | 8–9           |
| GEICO Motorcycle Road Rac.                           | Honda         | Honda CBR1000RR        | 18            | Chris Ulrich         | 9             |
| MV Agusta RC–Yakhnich M.                             | MV Agusta     | MV Agusta F4 RR        | 19            | Leon Camier          | 9             |
| MV Agusta RC–Yakhnich M.                             | MV Agusta     | MV Agusta F4 RR        | 71            | Claudio Corti        | 1–8, 10–12    |
| Team Hero EBR                                        | EBR           | EBR 1190RX             | 20            | Aaron Yates          | Todas         |
| Team Hero EBR                                        | EBR           | EBR 1190RX             | 99            | Geoff May            | Todas         |
| Voltcom Crescent Suzuki                              | Suzuki        | Suzuki GSX-R1000       | 22            | Alex Lowes           | Todas         |
| Voltcom Crescent Suzuki                              | Suzuki        | Suzuki GSX-R1000       | 58            | Eugene Laverty       | Todas         |
| Red Devils Roma                                      | Aprilia       | Aprilia RSV4 Factory   | 24            | Toni Elías           | Todas         |
| 3C Racing Team                                       | Ducati        | Ducati 1199 Panigale R | 27            | Max Neukirchner      | 11            |
| 3C Racing Team                                       | Ducati        | Ducati 1199 Panigale R | 57            | Lorenzo Lanzi        | 11            |
| 3C Racing Team                                       | Ducati        | Ducati 1199 Panigale R | 212           | Javier Forés         | 11            |
| Dream Team Company                                   | MV Agusta     | MV Agusta F4 RR        | 30            | Michaël Savary       | 7             |
| Dream Team Company                                   | MV Agusta     | MV Agusta F4 RR        | 74            | Nicolas Salchaud     | 11            |
| Aprilia Racing Team                                  | Aprilia       | Aprilia RSV4 Factory   | 33            | Marco Melandri       | Todas         |
| Aprilia Racing Team                                  | Aprilia       | Aprilia RSV4 Factory   | 50            | Sylvain Guintoli     | Todas         |
| Pata Honda World Superbike                           | Honda         | Honda CBR1000RR        | 65            | Jonathan Rea         | Todas         |
| Pata Honda World Superbike                           | Honda         | Honda CBR1000RR        | 91            | Leon Haslam          | Todas         |
| Foremost Insurance EBR                               | EBR           | EBR 1190RX             | 72            | Larry Pegram         | 9             |
| Clase EVO                                            |               |                        |               |                      |               |
| Team Bimota Alstare                                  | Bimota        | Bimota BB3             | 2             | Christian Iddon      | 2–9           |
| Team Bimota Alstare                                  | Bimota        | Bimota BB3             | 86            | Ayrton Badovini      | 2–9           |
| Mahi Racing Team India                               | Kawasaki      | Kawasaki ZX-10R        | 9             | Fabien Foret         | 1–8           |
| Team Pedercini                                       | Kawasaki      | Kawasaki ZX-10R        | 9             | Fabien Foret         | 11            |
| Team Pedercini                                       | Kawasaki      | Kawasaki ZX-10R        | 12            | Matthew Walters      | 1             |
| Team Pedercini                                       | Kawasaki      | Kawasaki ZX-10R        | 21            | Alessandro Andreozzi | Todas         |
| Team Pedercini                                       | Kawasaki      | Kawasaki ZX-10R        | 23            | Luca Scassa          | 2–4, 10       |
| Team Pedercini                                       | Kawasaki      | Kawasaki ZX-10R        | 48            | Riccardo Russo       | 7–8           |
| Team Pedercini                                       | Kawasaki      | Kawasaki ZX-10R        | 95            | Alex Cudlin          | 12            |
| Team Pedercini                                       | Kawasaki      | Kawasaki ZX-10R        | 98            | Romain Lanusse       | 5–6           |
| MRS Kawasaki                                         | Kawasaki      | Kawasaki ZX-10R        | 11            | Jérémy Guarnoni      | Todas         |
| BMW Motorrad Italia SBK                              | BMW           | BMW S1000RR            | 14            | Glenn Allerton       | 1             |
| BMW Motorrad Italia SBK                              | BMW           | BMW S1000RR            | 19            | Leon Camier          | 2–6           |
| BMW Motorrad Italia SBK                              | BMW           | BMW S1000RR            | 52            | Sylvain Barrier      | 7–12          |
| Grandi Corse by A.P. Racing                          | Ducati        | Ducati 1199 Panigale R | 15            | Matteo Baiocco       | 7             |
| BMW Team Tóth                                        | BMW           | BMW S1000RR            | 16            | Gábor Rizmayer       | 10–12         |
| BMW Team Tóth                                        | BMW           | BMW S1000RR            | 56            | Péter Sebestyén      | 1–9           |
| Iron Brain Kawasaki SBK Iron Brain Grillini Kawasaki | Kawasaki      | Kawasaki ZX-10R        | 32            | Sheridan Morais      | Todas         |
| Iron Brain Kawasaki SBK Iron Brain Grillini Kawasaki | Kawasaki      | Kawasaki ZX-10R        | 67            | Bryan Staring        | 5–12          |
| Iron Brain Kawasaki SBK Iron Brain Grillini Kawasaki | Kawasaki      | Kawasaki ZX-10R        | 84            | Michel Fabrizio      | 2–4           |
| Kawasaki Racing Team                                 | Kawasaki      | Kawasaki ZX-10R        | 44            | David Salom          | Todas         |
| Althea Racing                                        | Ducati        | Ducati 1199 Panigale R | 59            | Niccolò Canepa       | Todas         |
| Winteb LiquidRubber Racing T.                        | Honda         | Honda CBR1000RR        | 77            | Kervin Bos           | 3             |
| Barni Racing Team                                    | Ducati        | Ducati 1199 Panigale R | 112           | Ivan Goi             | 4, 7          |

| Leyenda             | Leyenda |
| ------------------- | ------- |
| Piloto Titular      |         |
| Piloto Invitado     |         |
| Piloto de reemplazo |         |

## Calendario
| Ronda | Ronda | País           | Circuito                              | Fecha           | Superpole        | Vuelta Rápida    | Piloto Ganador   | Equipo Ganador             |
| ----- | ----- | -------------- | ------------------------------------- | --------------- | ---------------- | ---------------- | ---------------- | -------------------------- |
| 1     | R1    | Australia      | Circuito de Phillip Island            | 23 de febrero   | Sylvain Guintoli | Chaz Davies      | Eugene Laverty   | Voltcom Crescent Suzuki    |
| 1     | R2    | Australia      | Circuito de Phillip Island            | 23 de febrero   | Sylvain Guintoli | Sylvain Guintoli | Sylvain Guintoli | Aprilia Racing Team        |
| 2     | R1    | España         | Motorland Aragón                      | 13 de abril     | Tom Sykes        | Tom Sykes        | Tom Sykes        | Kawasaki Racing Team       |
| 2     | R2    | España         | Motorland Aragón                      | 13 de abril     | Tom Sykes        | Chaz Davies      | Tom Sykes        | Kawasaki Racing Team       |
| 3     | R1    | Holanda        | TT Circuit Assen                      | 27 de abril     | Loris Baz        | Sylvain Guintoli | Sylvain Guintoli | Aprilia Racing Team        |
| 3     | R2    | Holanda        | TT Circuit Assen                      | 27 de abril     | Loris Baz        | Alex Lowes       | Jonathan Rea     | Pata Honda World Superbike |
| 4     | R1    | Italia         | Autodromo Enzo e Dino Ferrari         | 11 de mayo      | Jonathan Rea     | Jonathan Rea     | Jonathan Rea     | Pata Honda World Superbike |
| 4     | R2    | Italia         | Autodromo Enzo e Dino Ferrari         | 11 de mayo      | Jonathan Rea     | Jonathan Rea     | Jonathan Rea     | Pata Honda World Superbike |
| 5     | R1    | Reino Unido    | Donington Park                        | 25 de mayo      | Davide Giugliano | Tom Sykes        | Tom Sykes        | Kawasaki Racing Team       |
| 5     | R2    | Reino Unido    | Donington Park                        | 25 de mayo      | Davide Giugliano | Alex Lowes       | Tom Sykes        | Kawasaki Racing Team       |
| 6     | R1    | Malasia        | Sepang International Circuit          | 8 de junio      | Sylvain Guintoli | Marco Melandri   | Marco Melandri   | Aprilia Racing Team        |
| 6     | R2    | Malasia        | Sepang International Circuit          | 8 de junio      | Sylvain Guintoli | Marco Melandri   | Marco Melandri   | Aprilia Racing Team        |
| 7     | R1    | Italia         | Misano World Circuit Marco Simoncelli | 22 de junio     | Tom Sykes        | Tom Sykes        | Tom Sykes        | Kawasaki Racing Team       |
| 7     | R2    | Italia         | Misano World Circuit Marco Simoncelli | 22 de junio     | Tom Sykes        | Davide Giugliano | Tom Sykes        | Kawasaki Racing Team       |
| 8     | R1    | Portugal       | Autódromo Internacional do Algarve    | 6 de julio      | Tom Sykes        | Tom Sykes        | Tom Sykes        | Kawasaki Racing Team       |
| 8     | R2    | Portugal       | Autódromo Internacional do Algarve    | 6 de julio      | Tom Sykes        | Chaz Davies      | Jonathan Rea     | Pata Honda World Superbike |
| 9     | R1    | Estados Unidos | Mazda Raceway Laguna Seca             | 13 de julio     | Tom Sykes        | Sylvain Guintoli | Marco Melandri   | Aprilia Racing Team        |
| 9     | R2    | Estados Unidos | Mazda Raceway Laguna Seca             | 13 de julio     | Tom Sykes        | Davide Giugliano | Tom Sykes        | Kawasaki Racing Team       |
| 10    | R1    | España         | Circuito de Jerez                     | 7 de septiembre | Loris Baz        | Davide Giugliano | Marco Melandri   | Aprilia Racing Team        |
| 10    | R2    | España         | Circuito de Jerez                     | 7 de septiembre | Loris Baz        | Sylvain Guintoli | Marco Melandri   | Aprilia Racing Team        |
| 11    | R1    | Francia        | Circuit de Nevers Magny-Cours         | 5 de octubre    | Tom Sykes        | Marco Melandri   | Sylvain Guintoli | Aprilia Racing Team        |
| 11    | R2    | Francia        | Circuit de Nevers Magny-Cours         | 5 de octubre    | Tom Sykes        | Sylvain Guintoli | Marco Melandri   | Aprilia Racing Team        |
| 12    | R1    | Catar          | Losail International Circuit          | 2 de noviembre  | Davide Giugliano | Loris Baz        | Sylvain Guintoli | Aprilia Racing Team        |
| 12    | R2    | Catar          | Losail International Circuit          | 2 de noviembre  | Davide Giugliano | Sylvain Guintoli | Sylvain Guintoli | Aprilia Racing Team        |

## Clasificaciones

### Clasificación de Pilotos
| Pos | Piloto      | Moto      | AUS | AUS | ESP | ESP | NED | NED | ITA | ITA | GBR | GBR | MYS | MYS | ITA | ITA | POR | POR | USA | USA | ESP | ESP | FRA | FRA | QAT | QAT | Pts |
| Pos | Piloto      | Moto      | R1  | R2  | R1  | R2  | R1  | R2  | R1  | R2  | R1  | R2  | R1  | R2  | R1  | R2  | R1  | R2  | R1  | R2  | R1  | R2  | R1  | R2  | R1  | R2  | Pts |
| --- | ----------- | --------- | --- | --- | --- | --- | --- | --- | --- | --- | --- | --- | --- | --- | --- | --- | --- | --- | --- | --- | --- | --- | --- | --- | --- | --- | --- |
| 1   | Guintoli    | Aprilia   | 3   | 1   | 6   | 4   | 1   | 9   | 5   | 3   | 7   | 3   | 2   | 2   | 5   | 4   | 2   | 7   | 2   | 2   | 2   | 2   | 1   | 2   | 1   | 1   | 416 |
| 2   | Sykes       | Kawasaki  | 7   | 3   | 1   | 1   | 2   | 4   | 3   | 5   | 1   | 1   | Ret | 3   | 1   | 1   | 1   | 8   | 3   | 1   | 5   | 3   | 4   | 4   | 3   | 3   | 410 |
| 3   | Rea         | Honda     | 6   | 5   | 3   | 5   | 3   | 1   | 1   | 1   | 6   | 6   | 6   | 6   | 7   | 5   | 5   | 1   | 6   | 3   | 4   | 5   | 3   | Ret | 4   | 2   | 334 |
| 4   | Melandri    | Aprilia   | 2   | 8   | 11  | 3   | 6   | 6   | 6   | 11  | 4   | 17  | 1   | 1   | 3   | 3   | 4   | Ret | 1   | Ret | 1   | 1   | 2   | 1   | 8   | 4   | 333 |
| 5   | Baz         | Kawasaki  | 5   | 2   | 2   | 2   | 4   | 7   | 4   | 4   | 2   | 2   | Ret | 5   | 2   | 2   | 3   | 6   | 9   | 6   | Ret | 7   | 5   | 7   | 2   | 7   | 311 |
| 6   | Davies      | Ducati    | 8   | 7   | 4   | Ret | 7   | 8   | 2   | 2   | 5   | 5   | 4   | 8   | 4   | Ret | 18  | 3   | Ret | DNS | 3   | 4   | Ret | 9   | 7   | 5   | 215 |
| 7   | Haslam      | Honda     | Ret | 6   | 9   | 8   | 8   | 5   | 10  | 8   | 8   | 7   | 7   | 11  | 10  | 12  | 11  | 5   | 7   | 7   | 7   | 8   | 6   | 3   | 11  | 10  | 187 |
| 8   | Giugliano   | Ducati    | 4   | 4   | 8   | 7   | Ret | 3   | Ret | 6   | Ret | 4   | 8   | 10  | 8   | 9   | 7   | 2   | 4   | Ret | Ret | Ret | 7   | Ret | 5   | 8   | 181 |
| 9   | Elías       | Aprilia   | Ret | 9   | 7   | 9   | 5   | Ret | 9   | 7   | 9   | 8   | 5   | 4   | 6   | 6   | Ret | 10  | 5   | 5   | 8   | 10  | Ret | Ret | 6   | 6   | 171 |
| 10  | Laverty     | Suzuki    | 1   | Ret | 5   | 6   | Ret | Ret | 7   | 9   | Ret | 13  | 3   | 7   | 9   | 7   | 8   | 9   | Ret | 4   | 6   | 6   | 19  | Ret | 9   | Ret | 161 |
| 11  | Lowes       | Suzuki    | Ret | 13  | 10  | Ret | 9   | 2   | 8   | 10  | 3   | 9   | Ret | 9   | Ret | 8   | 6   | 4   | 8   | DNS | Ret | 9   | Ret | Ret | 10  | 9   | 139 |
| 12  | Salom       | Kawasaki  | 9   | 10  | 13  | 10  | 12  | 15  | 12  | 13  | 10  | 10  | 9   | 13  | 11  | 10  | 9   | 17  | 10  | 8   | 9   | Ret | DNS | DNS | 13  | 11  | 103 |
| 13  | Canepa      | Ducati    | 10  | 11  | Ret | 11  | 10  | 10  | Ret | Ret | 11  | 11  | Ret | 15  | 12  | 16  | 13  | 18  | 11  | Ret | 14  | 15  | 11  | 10  | 12  | 12  | 73  |
| 14  | Guarnoni    | Kawasaki  | 14  | 16  | 14  | Ret | 15  | Ret | 14  | 16  | 13  | 14  | 11  | 14  | 16  | Ret | 12  | 13  | 14  | 11  | 11  | 13  | 12  | Ret | 16  | Ret | 45  |
| 15  | Barrier     | BMW       |     |     |     |     |     |     |     |     |     |     |     |     | 15  | 11  | 10  | 11  | 12  | Ret | 10  | 11  | 10  | Ret | 14  | Ret | 40  |
| 16  | Camier      | BMW       |     |     | 12  | 12  | 13  | Ret | 11  | 12  | DNS | DNS | 10  | 12  |     |     |     |     |     |     |     |     |     |     |     |     | 37  |
| 16  | Camier      | MV Agusta |     |     |     |     |     |     |     |     |     |     |     |     |     |     |     |     | 15  | 10  |     |     |     |     |     |     | 37  |
| 17  | Corti       | MV Agusta | 13  | 18  | Ret | Ret | 14  | Ret | 18  | Ret | 15  | 12  | Ret | DNS | 13  | 17  | DNS | DNS |     |     | 15  | Ret | 13  | 8   | Ret | 14  | 27  |
| 18  | Morais      | Kawasaki  | 15  | 14  | 15  | 13  | 16  | 13  | 17  | Ret | 19  | 16  | Ret | 17  | Ret | Ret | Ret | 12  | 20  | 13  | 13  | 12  | 17  | Ret | DNS | DNS | 24  |
| 19  | Andreozzi   | Kawasaki  | Ret | 17  | 19  | 16  | 17  | Ret | 15  | 17  | 14  | 15  | 12  | Ret | Ret | 15  | 15  | 16  | 16  | 9   | 12  | Ret | Ret | Ret | Ret | 15  | 22  |
| 20  | Foret       | Kawasaki  | 12  | 12  | Ret | 15  | Ret | Ret | 16  | 15  | 12  | 18  | Ret | Ret | Ret | Ret | Ret | DNS |     |     |     |     | 15  | 11  |     |     | 20  |
| 21  | Lanzi       | Ducati    |     |     |     |     |     |     |     |     |     |     |     |     |     |     |     |     |     |     |     |     | 8   | 5   |     |     | 19  |
| 22  | Staring     | Kawasaki  |     |     |     |     |     |     |     |     | DNS | DNS | 13  | 16  | 18  | 18  | NC  | 14  | 13  | 12  | Ret | Ret | 14  | Ret | 15  | 13  | 18  |
| 23  | Neukirchner | Ducati    |     |     |     |     |     |     |     |     |     |     |     |     |     |     |     |     |     |     |     |     | 9   | 6   |     |     | 17  |
| 24  | Scassa      | Kawasaki  |     |     | 16  | 14  | 11  | 12  | 13  | 14  |     |     |     |     |     |     | WD  | WD  |     |     | DNS | DNS |     |     |     |     | 16  |
| 25  | Rizmayer    | BMW       |     |     |     |     |     |     |     |     |     |     |     |     |     |     | 17  | 19  | 17  | 15  | 16  | 14  | Ret | 12  | Ret | DNS | 7   |
| 26  | Allerton    | BMW       | 11  | 15  |     |     |     |     |     |     |     |     |     |     |     |     |     |     |     |     |     |     |     |     |     |     | 6   |
| 27  | Bos         | Honda     |     |     |     |     | 18  | 11  |     |     |     |     |     |     |     |     |     |     |     |     |     |     |     |     |     |     | 5   |
| 28  | Tóth        | BMW       | 16  | 19  | 18  | 17  | 20  | 16  | 20  | 19  | 18  | 20  | 14  | 18  | DNS | DNS |     |     |     |     | 18  | Ret | 20  | 13  | 18  | 17  | 5   |
| 29  | Goi         | Ducati    |     |     |     |     |     |     | Ret | Ret |     |     |     |     | 14  | 13  |     |     |     |     |     |     |     |     |     |     | 5   |
| 30  | Russo       | Kawasaki  |     |     |     |     |     |     |     |     |     |     |     |     | 17  | 14  | 14  | 15  |     |     |     |     |     |     |     |     | 5   |
| 31  | Pegram      | EBR       |     |     |     |     |     |     |     |     |     |     |     |     |     |     |     |     | Ret | 14  |     |     |     |     |     |     | 2   |
| 32  | Fabrizio    | Kawasaki  | WD  | WD  | Ret | Ret | Ret | 14  | Ret | Ret |     |     |     |     |     |     |     |     |     |     |     |     |     |     |     |     | 2   |
| 33  | Lanusse     | Kawasaki  |     |     |     |     |     |     |     |     | 16  | 19  | 15  | Ret |     |     |     |     |     |     |     |     |     |     |     |     | 1   |
|     | Yates       | EBR       | 17  | 20  | 17  | 19  | Ret | DNS | Ret | Ret | 17  | Ret | 16  | 20  | Ret | DNS | 16  | Ret | Ret | DNS | Ret | 16  | Ret | Ret | Ret | Ret | 0   |
|     | May         | EBR       | DNS | DNS | Ret | 20  | 19  | DNS | Ret | 18  | DNS | DNS | DNS | DNS | Ret | Ret | Ret | Ret | 18  | 16  | 17  | Ret | 18  | Ret | 17  | 16  | 0   |
|     | Salchaud    | MV Agusta |     |     |     |     |     |     |     |     |     |     |     |     |     |     |     |     |     |     |     |     | 16  | Ret |     |     | 0   |
|     | Ulrich      | Honda     |     |     |     |     |     |     |     |     |     |     |     |     |     |     |     |     | 19  | 17  |     |     |     |     |     |     | 0   |
|     | Cudlin      | Kawasaki  |     |     |     |     |     |     |     |     |     |     |     |     |     |     |     |     |     |     |     |     |     |     | Ret | 18  | 0   |
|     | Sebestyén   | BMW       | DNQ | DNQ | 20  | 18  | Ret | DNS | 19  | Ret | DNS | DNS | Ret | 19  | 19  | 19  | Ret | Ret | Ret | DNS |     |     |     |     |     |     | 0   |
|     | Forés       | Ducati    |     |     |     |     |     |     |     |     |     |     |     |     |     |     |     |     |     |     |     |     | Ret | Ret |     |     | 0   |
|     | Baiocco     | Ducati    |     |     |     |     |     |     |     |     |     |     |     |     | Ret | Ret |     |     |     |     |     |     |     |     |     |     | 0   |
|     | Badovini    | Bimota    |     |     | DSQ | DSQ | DSQ | DSQ | DSQ | DSQ | DSQ | DSQ | DSQ | DSQ | DSQ | DSQ | DSQ | DSQ | DSQ | DSQ |     |     |     |     |     |     | 0   |
|     | Iddon       | Bimota    |     |     | DSQ | DSQ | DSQ | DSQ | DSQ | DSQ | DSQ | DSQ | DSQ | DSQ | DSQ | DSQ | DSQ | DSQ | DSQ | DSQ |     |     |     |     |     |     | 0   |
|     | Savary      | MV Agusta |     |     |     |     |     |     |     |     |     |     |     |     | DNS | DNS |     |     |     |     |     |     |     |     |     |     | 0   |
|     | Walters     | Kawasaki  | DNS | DNS |     |     |     |     |     |     |     |     |     |     |     |     |     |     |     |     |     |     |     |     |     |     | 0   |
| Pos | Piloto      | Moto      | AUS | AUS | ESP | ESP | NED | NED | ITA | ITA | GBR | GBR | MYS | MYS | ITA | ITA | POR | POR | USA | USA | ESP | ESP | FRA | FRA | QAT | QAT | Pts |

| Color     | Resultado                                                               |
| --------- | ----------------------------------------------------------------------- |
| Oro       | Ganador                                                                 |
| Plata     | 2.ª plaza                                                               |
| Bronce    | 3.ª plaza                                                               |
| Verde     | Finalizó en los puntos                                                  |
| Azul      | Finalizó sin puntos                                                     |
| Azul      | NC - No clasificado                                                     |
| Violeta   | Ret - No terminó (Carrera)                                              |
| Rojo      | DNQ - No se clasificó                                                   |
| Negro     | DSQ - Descalificado                                                     |
| Blanco    | DNS - No empezó (carrera)                                               |
| Blanco    | WD - Retirado (fin de semana)                                           |
| Blanco    | C - Carrera cancelada                                                   |
| Sin color | DNP - Inscrito pero no participó                                        |
| Sin color | INJ - Lesionado                                                         |
| Sin color | EX - Excluido                                                           |
| Estado    | Resultado                                                               |
| Negrita   | Pole position                                                           |
| Cursiva   | Vuelta rápida                                                           |
| †         | Abandona, pero clasifica al completar el porcentaje requerido para ello |

### Clasificación de Marcas
| Pos | Marca     | AUS | AUS | ESP | ESP | NED | NED | ITA | ITA | GBR | GBR | MYS | MYS | ITA | ITA | POR | POR | USA | USA | ESP | ESP | FRA | FRA | QAT | QAT | Pts |
| Pos | Marca     | R1  | R2  | R1  | R2  | R1  | R2  | R1  | R2  | R1  | R2  | R1  | R2  | R1  | R2  | R1  | R2  | R1  | R2  | R1  | R2  | R1  | R2  | R1  | R2  | Pts |
| --- | --------- | --- | --- | --- | --- | --- | --- | --- | --- | --- | --- | --- | --- | --- | --- | --- | --- | --- | --- | --- | --- | --- | --- | --- | --- | --- |
| 1   | Aprilia   | 2   | 1   | 6   | 3   | 1   | 6   | 5   | 3   | 4   | 3   | 1   | 1   | 3   | 3   | 2   | 7   | 1   | 2   | 1   | 1   | 1   | 1   | 1   | 1   | 468 |
| 2   | Kawasaki  | 5   | 2   | 1   | 1   | 2   | 4   | 3   | 4   | 1   | 1   | 9   | 3   | 1   | 1   | 1   | 6   | 3   | 1   | 5   | 3   | 4   | 4   | 2   | 3   | 431 |
| 3   | Honda     | 6   | 5   | 3   | 5   | 3   | 1   | 1   | 1   | 6   | 6   | 6   | 6   | 7   | 5   | 5   | 1   | 6   | 3   | 4   | 5   | 3   | 3   | 4   | 2   | 350 |
| 4   | Ducati    | 4   | 4   | 4   | 7   | 7   | 3   | 2   | 2   | 5   | 4   | 4   | 8   | 4   | 9   | 7   | 2   | 4   | Ret | 3   | 4   | 7   | 5   | 5   | 5   | 291 |
| 5   | Suzuki    | 1   | 13  | 5   | 6   | 9   | 2   | 7   | 9   | 3   | 9   | 3   | 7   | 9   | 7   | 6   | 4   | 8   | 4   | 6   | 6   | 19  | Ret | 9   | 9   | 234 |
| 6   | BMW       | 11  | 15  | 12  | 12  | 13  | 16  | 11  | 12  | 18  | 20  | 10  | 12  | 15  | 11  | 10  | 11  | 12  | 15  | 10  | 11  | 10  | 12  | 14  | 17  | 81  |
| 7   | MV Agusta | 13  | 18  | Ret | Ret | 14  | Ret | 18  | Ret | 15  | 12  | Ret | DNS | 13  | 17  | DNS | DNS | 15  | 10  | 15  | Ret | 13  | 8   | Ret | 14  | 34  |
| 8   | EBR       | 17  | 20  | 17  | 19  | 19  | DNS | Ret | 18  | 17  | Ret | 16  | 20  | Ret | Ret | 16  | Ret | 18  | 14  | 17  | 16  | 18  | Ret | 17  | 16  | 2   |
|     | Bimota    |     |     | DSQ | DSQ | DSQ | DSQ | DSQ | DSQ | DSQ | DSQ | DSQ | DSQ | DSQ | DSQ | DSQ | DSQ | DSQ | DSQ |     |     |     |     |     |     | 0   |
| Pos | Marca     | AUS | AUS | ESP | ESP | NED | NED | ITA | ITA | GBR | GBR | MYS | MYS | ITA | ITA | POR | POR | USA | USA | ESP | ESP | FRA | FRA | QAT | QAT | Pts |